# Molí del Collell
El Molí del Collell és una obra d'Olot (Garrotxa) protegida com a Bé Cultural d'Interès Local.

## Descripció
Molí de planta rectangular -amb afegits posteriors-, i teulat, que era a dues aigües, sostingut per bigues de fusta i llates. Disposa de baixos, on es trobava el molí, el primer pis, que era la vivenda, i el segon pis, amb tres grans arcades a la façana que seia com a graner i golfes. Actualment, el molí del Collell es troba abandonat des de fa uns quinze anys, i ha calgut tapiar les portes i finestres. Són remarcables les tres llindes que donen notícia de les diferents reformes que es feren al molí, degut al seu amplament. A la porta de l'antic molí hi diu "AVEMARIA / JOAN COLEL [ornament] 1784 [ornament] ME FECIT". Al balcó del primer pis s'hi pot llegir "17 † 84". A la finestra de l'antic molí hi ha la inscripció "16 IHS 89".